# Bataille de Daugavpils
Guerre russo-polonaise
Batailles
- Offensive vers l'Ouest
- Opération Minsk
- Daugavpils
- Letychiv
- Koziatyn
- Opération Kiev
- Radzymin
- Varsovie
- Komarów
- Rivière Niémen

La bataille de Daugavpils eut lieu du 28 septembre 1919 au 15 janvier 1920 durant la guerre soviéto-polonaise. Elle faisait partie de l'opération Hiver, une opération conjointe polono-lettone.

## Contexte historique
En décembre 1919, une alliance avait été signée entre la Pologne et la Lettonie alors en pleine guerre pour son indépendance.

## Déroulement de la bataille
La bataille pour la ville de Daugavpils et ses environs a eu lieu dans des conditions climatiques rudes, la zone étant couverte de plus de 1 mètre de neige et la température ayant chuté en dessous de −30 °C. Les forces polono-lettonnes prirent Daugavpils presque sans opposition, les Polonais attaquant par le sud et les Lettons par le nord.
Peu de temps après, les Polonais quittent la ville et laissent son contrôle aux Lettons.

## Sources
- (en) Cet article est partiellement ou en totalité issu de l’article de Wikipédia en anglais intitulé « Battle of Daugavpils » (voir la liste des auteurs).